# Bluntisham
Bluntisham – wieś w Anglii, w hrabstwie Cambridgeshire, w dystrykcie Huntingdonshire. Leży 18 km na północny zachód od miasta Cambridge i 95 km na północ od Londynu.